# Horst Gruner
Horst Gruner (* 1959 in Kilianstädten) ist ein deutscher Diplomat. Er ist seit August 2023 deutscher Botschafter in Gabun.

## Leben
Nach dem Abitur studierte Gruner von 1981 bis 1988 an der  Johann Wolfgang Goethe-Universität Frankfurt am Main Geografie und Wirtschaftswissenschaften. 1984/85 nahm er an einem Studienaustauschprogramm in Geographie am Trenton State College New Jersey, USA, teil und schloss das Studium 1988 mit einem M.Sc in Geografie ab. Bevor er 1989 in den Auswärtigen Dienst eintrat studierte er ein Jahr an dem Institute d’études politiques de Paris.

## Laufbahn
Nach der Absolvierung des  Vorbereitungsdienstes für den höheren Auswärtigen Dienst und einer Verwendung im Auswärtigen Amt folgten erste Auslandseinsätze an den Botschaften Pnom Penh (1992–1993) und Daressalam (1993–1996). Von 1996 bis 2000 arbeitete Gruner im Auswärtigen Amt und ging 2000 an die Botschaft Algier. Dort blieb er bis 2003 und war dann im Auswärtigen Amt beschäftigt, bevor er 2006 zum ständigen Vertreter des Botschafters in Jaunde (Kamerun) ernannt wurde. 2010 wechselte er an die damalige Botschaft Malabo (Äquatorialguinea), die er bis 2011 als Geschäftsträger a. i. leitete. Es folgte von 2011 bis 2013 ein Einsatz als ständigen Vertreter des Botschafters in Kinshasa.
Von 2013 bis 2018 war Gruner im Auswärtigen Amt im Afrika-Referat tätig. Er war von September 2018 bis August 2022 Botschafter und Leiter der Botschaft Freetown (Sierra Leone). Seit August 2023 ist er Botschafter in Gabun.

## Weblink / Quelle
- Lebenslauf. In: Webseite der Deutschen Botschaft in Freetown. Archiviert vom Original am 1. August 2020; abgerufen am 3. Februar 2020.